# Борислав Тодоровић (реформатор школства)
Борислав Тодоровић (Овчиња. 26. октобра 1846 —  Београд, 24. јул 1925) био је српски педагог и творац првог средњошколског програма хемије у Србији.

## Школовање
Основну школу је завршио у Рогачици, гимназију у Ужицу 1862. године, а вишу гимназију у београдској Првој гимназији 1868. године. Пошто је у Првој гимназији био одличан ђак, држава га је стипендирала (био је тзв. благодејанац). Такође, у тој гимназији је био оснивач и први председник ђачке дружине „Српска нада“.
На Великој школи у Београду се уписао на Технички факултет 1868. године, али је убрзо прешао на Филозофски факултет. Хемију је похађао код Михаила Рашковића, али је после његове смрти вероватно похађао предавања Симе Лозанића. Његов рад на Великој школи је био веома успешан: већ 1872. године је путовао са Јосифом Панчићем по Србији као један од најбољих ђака, са циљем истраживања флоре, потом су његови радови два пута били награђивани и био је и члан студентског друштва „Побратимство“, а једно време и председник тог друштва.
Велику школу је завршио 1873. године, али је наставио студије природних наука на Универзитету у Берлину још два семестра код чувеног Хофмана, код кога је студирао и Сима Лозанић.

## Рад у школи

### Повратак у земљу
По повратку у земљу, 22. августа 1874. године, почео је да предаје у крагујевачкој гимназији и хонорарно у истом граду у учитељској школи хемију, али и друге науке, па и српски језик. Држао је и јавна предавања, која је спремао из најновијих књига из хемије које је поручивао из Берлина. Старао се и о опремљености кабинета свих природних наука у школама у којима је радио.

### Рад у Београду
Тодоровић је у августу 1877. премештен у Београд у Учитељску школу где је убрзо постао професор. С обзиром да му је плата била иста, он је овај премештај сматрао казном јер је живот у Београду био скупљи. Уз подршку директора школе у Крагујевцу молио је министра просвете да остане на свом старом радном месту, али његовој молби није удовољено. У школи у Београду је провео 14 година. Предавао је физику, хемију са минерологијом и технологијом, ботанику и зоологију. Опремио је кабинете свих ових наука, поручујући средства из иностранства, толико да су постали најуређенији кабинети у земљи, што је изазвало позитивне реакције савременика. Током свог рада у учитељској школи, хонорарно је предавао и у многим другим школама, попут Богословије и Више женске школе, где је такође опремио хемијски кабинет.
Почетком 1889. године почиње да предаје у Вишековној трговачкој школи, јединој школи ове врсте тада у земљи. Неколико година касније, када је та школа постала државна, постављен је за директора те школе. Захваљујући пре свега његовом раду, школа је постала један од најуређенијих завода у Србији, чији су план и програм одговарали светским трговачким академијама. Тако је након неколико година школа прерасла у Државну трговачку академију и Тодоровић стиче звање сталног директора у фебруару 1900. године које задржава све до пензије 1910. године.

### Након пензије
Тодоровић је остао активан и након пензије. Најпре је предавао природне науке у Монашкој школи у Раковици. Затим је радио у Ћуприји као директор приватне гимназије, али је истовремено држао предавања и у Женској школи. У том граду је био и управник Трговачко-занатске школе. Радио је и у Скопљу, а након Првог светског рата и у Ужицу, да би се тек пред крај живота вратио у Београд, где је и умро.

## Први програм хемије у Србији

### Школски програми
Хемија је постала део наставних програма гимназије кроз наставу физике 1853. године, а тек 1874. године је постала самосталан предмет. Међутим, првих двадесетак година није постојао сталан програм хемије, већ су наставници по сопственом нахођењу састављали програме, па су се они, од школе до школе, веома разликовали. Сви наставници су своје програме у виду извештаја слали у министарство које је на основу њих требало да донесе прописан програм. Почетак рада у школи Борислава Тодоровића се поклопио са почетком предавања хемије као самосталног наставног предмета и његов се програм битно издвајао од других, пре свега због увођења нових термина у хемију и нових теорија и формула. Рашковић је предавао „стару хемију“, писао формуле преко еквивалената и на дуалистички начин. Сви професори средњих школа били су његови ђаци, док је Тодоровић вероватно слушао и предавања Симе Лозанића која су представљала новину.

### Тодоровићев програм за хемију
Школски програм који је саставио Борислав Тодоровић је био једини комплетан и модеран за оно време, јер је садржавао нове теорије и исправну терминологију. Посебно изненађење је представљала нова класификација органских једињења, која се базирала на функционалним групама. Такође, његов програм је подразумевао и огледе. Управо захваљујући програму који је послао у министарство, Тодоровић је и добио постављење у Београду.

### Реформа школства
Крајем седамдесетих и почетком осамдесетих година покренута је реформа школства са циљем осавремењавања наставе у школама по угледу на европску. У јесен 1880. године, Просветни савет је основао Одбор на челу са Јосифом Панчићем управо како би се спровела реформа. Борислав Тодоровић је био члан и Савета и Одбора, као део комисије за физику. Међутим, успротивио се трочланој комисији за хемију која је донела програм који је по Тодоровићевом мишљењу био преопширан и тако тешко остварив у школама. Зато је дао свој предлог програма који је тадашњи министар Стојан Новаковић прихватио, одбивши предлог поменуте комисије за хемију, коју су чинили велики ауторитети тог доба: Сима Лозанић, Марко Леко и Јован Жујовић. Уз неколико мањих измена, овај програм је 31. децембра 1881. године штампан у Просветном гласнику као први званични програм хемије за средње школе (ниже и више). Концепција, односно модерна структура и садржаји овог програма, задржани су у свим каснијим реформама. Прва следећа реформа је уследила 1888. када је програм редукован.

## Уџбеници
Још 1877. Тодоровић је Министарству просвете послао рукопис свог уџбеника за IV разред гимназије под називом „Основи хемије (Извод из Роскојеве хемије)“. Као рецензент за овај уџбеник је одређен Сима Лозанић, али његови коментари су били негативни, јер општа хемија није била довољно заступљена, термини су били „посрбљени“, а текстови о једињењима појединих елемената неповезани. Због негативног мишљења, уџбеник није био штампан. Међутим, двадесет година касније, Тодоровић је ипак објавио уџбеник под другачијим називом, али је било очигледно да је рађен према рукопису из 1887. пошто је садржавао исте недостатке на које је указао Лозанић. Такође, у то доба се већ знало за Периодни систем елемената, али елементи нису били приказани по групама. Оно што су биле добре стране овог уџбеника јесу описани огледи, потом питања која изазивају дечју знатижељу и повезивање знања са свакодневним животом.
Спор који се водио између Лозанића и Тодоровића је био и у вези са стручном терминологијом. Лозанић је инсистирао на називима изведеним из грчког и латинског језика, а Тодоровић сматрајући да је матерњи језик деци пријемчивији, користио је термине из српског језика. Тако је на пример азот био гушљиковац, бакар је био мед, а натријум-хлорид је био сланик. Ипак, у загради иза сваког назива на српском био је написан и стручни назив елемента и једињења. Без обзира на добре стране овог уџбеника, као и на то да је био јасно и прегледно написан, Министарство просвете га није препоручило школама, већ уџбеник другог аутора (Мите Петровића), али није искључено да се он, у виду допунске литературе ипак користио.
Поред овог уџбеника, Тодоровић је објавио и неколико уџбеника из других предмета, углавном из физике.

## Стручни рад
Сматран је врсним педагогом и великим зналцем природних наука, па је његов рад у просвети био веома плодан и никада га није прекидао. Осим што је био члан Просветног савеза, био је ревизор основних школа у Београду, Шапцу и Ваљеву, а и члан комисије на професорским испитима из природних наука. Био је и активан сарадник и члан у многим стручним друштвима и одборима, као што су Српско пољопривредно друштво, Витешко друштво „Душан Силни“, Професорско друштво, Одбор за општу царинску тарифу, Одбор за професионалну наставу, Монашко удружење итд.
Објављивао је чланке из наставе и природних наука у „Просветном гласнику“, „Учитељу“, „Пољопривредном гласнику“, „Тежаку“ итд.

## Војна служба
У току његовог живота вођено је више ратова у којима је он учествовао као припадник војске. У српско-турском рату 1876. је био и у саставу минерске чете и као стручњак активирао мине. Одликован је медаљом за храброст и енергију. У Другом српско-турском рату 1877—1878. је био управник магацина, а потом и помоћник интенданта јаворског кора у Ивањици и одликован је сребрном медаљом за ревносну службу. Учествовао је и у српско-бугарском рату 1885. године, као и касније у рату 1912-1913. године и тада је био комесар у више резервних болница. И тада је понео више одликовања као што су Крст друштва српског црвеног крста, Крст друштва енглеског црвеног крста, Таковски крст, Орден Светог Саве трећег реда, Крст милосрђа и Орден Белог орла.

## Породица
Имао је четири сина и две кћери: Берислава (ађутант краља Петра), Бранислава (правник и економиста и власник Трговачке академије у мишарској улици), Мирослава (економиста у Бечу), Војислава (коњички пуковник), Љубицу (удата за генерала Петра Пешића) и Ружицу (удата за генерала Мирослава Томића). Има бројне потомке.

## Цитати
„Рад, рад и рад, мајка је свију врлина; нерад, нерад и нерад, мати је свих порока.“
„Наша је драга Отаџбина Србија велика плодна њива која ишчекује истинске, спремне и одушевљене раднике. Ви сте ти који имате у њој да делате. Зато, оспособљавајте се у школи и оружајте се знањем.“